# Çukurova BK Mersin
Çukurova Spor Kulübü Mersin (of simpelweg ÇSK Mersin) is een professioneel Turks damesbasketbalteam uit Mersin. De club is actief in de hoogste damesbasketbaldivisie van Turkije, de Türkiye Bayanlar Basketbol Ligi. De thuiswedstrijden van ÇSK Mersin worden gespeeld in de Servet Tazegül Arena.
ÇSK Mersin werd opgericht in 2017 onder de naam Çukurova Basketbol. Op 22 januari 2020 werd een partnerschap aangegaan met de gemeente Yenişehir en werd de clubnaam gewijzigd in ÇBK Mersin Yenişehir Belediyesi. Vóór het seizoen 2023/24 werd de naam gewijzigd in Çukurova Basketbol Kulübü Mersin (kortweg Ç.BK Mersin ). Eind januari 2025 werd de naam van het team, als gevolg van de sponsorovereenkomst met ÇİMSA, gewijzigd Vóór het seizoen 2023-24 werd de naam gewijzigd in Çukurova Basketbol Kulübü Mersin (kortweg Ç.BK Mersin ). Eind januari 2025 werd de naam van het team, als gevolg van de sponsorovereenkomst met ÇİMSA, gewijzigd naar ÇİMSA ÇBK Mersin. Deze samenwerking speelde een belangrijke rol in de opkomst van de club. In De ploeg werd vier keer tweede om het landskampioenschap in 2019, 2022, 2023 en 2024. In 2022 en 2025 won de ploeg de Turkse Beker. In 2022 won men daarnaast ook nog de Presidentsbeker. Ook haalde twee keer de finale van de EuroLeague Women.

## Erelijst
Landskampioen:
- Tweede: 2019, 2022, 2023, 2024

Turkse Beker:
- Winnaars (2x): 2022, 2025
- Runner-up: 2024

Presidentsbeker:
- Winnaars (1x): 2022

EuroLeague Women:
- Runner-up: 2023, 2025